# Guerra Cisplatina
La contesa coneguda al Brasil com Guerra Cisplatina, citada en la historiografia argentina i uruguaiana com la Guerra del Brasil o la Croada Libertadora, va ser un conflicte armat de la dècada del 1820 entre les Províncies Unides del Riu de la Plata i l'Imperi del Brasil. Ambdós es disputaven el control de la Província Cisplatina, reproduint el conflicte entre les imperis espanyols i portugués de la dècada anterior, previ a la seva independència, i que havia deixat el territori en mans luso-brasileres des de 1816. El final de la contesa va resultar en la independència de la Cisplatina, instituida com la República Oriental de l'Uruguai.

## Rerefons
La regió coneguda com la Banda Oriental -a la conca del riu de la Plata- es va revoltar contra el domini espanyol l'any 1811, liderada per José Gervasio Artigas. Va ser producte de la Revolució de Maig de 1810 a Buenos Aires i de les rebel·lions regionals que se succeïren, en resposta a la pretensió de primacia de Buenos Aires sobre les demés regions del virregnat del Riu de la Plata. Simultàniament, l'Imperi portuguès, aleshores amb la cort situada a Rio de Janeiro, va engegar un pla per consolidar el seu domini sobre Rio Grande do Sul i per provar d'annexionar-se la regió de les antigues missions jesuïtes orientals.

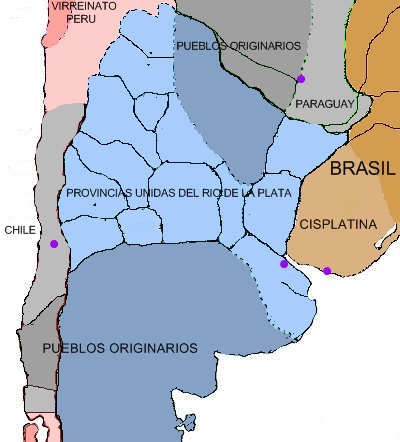
Dominis dels combatents l'any 1821.

Artigas va ser finalment derrotat per les tropes luso-brasileres el 1820 a la batalla de Tacuarembó. El Regne Unit de Portugal, el Brasil i l'Algarve va annexionar-se formalment la Banda Oriental com una nova província del Regne del Brasil, sota el nom de Cisplatina, amb el suport de les elits locals. Des de llavors, els lusobrasilers gaudien d'un accés estratègic al riu de la Plata i el control del principal port de l'estuari, la ciutat de Montevideo.
Després de la independència del Brasil, el 1822, Cisplatina va romandre com a província del recentment format Imperi del Brasil. Sota la Constitució de 1824, la província de Cisplatina gaudia d'un grau considerable d'autonomia, més gran que la de la majoria de províncies de l'Imperi.

## Conflicte

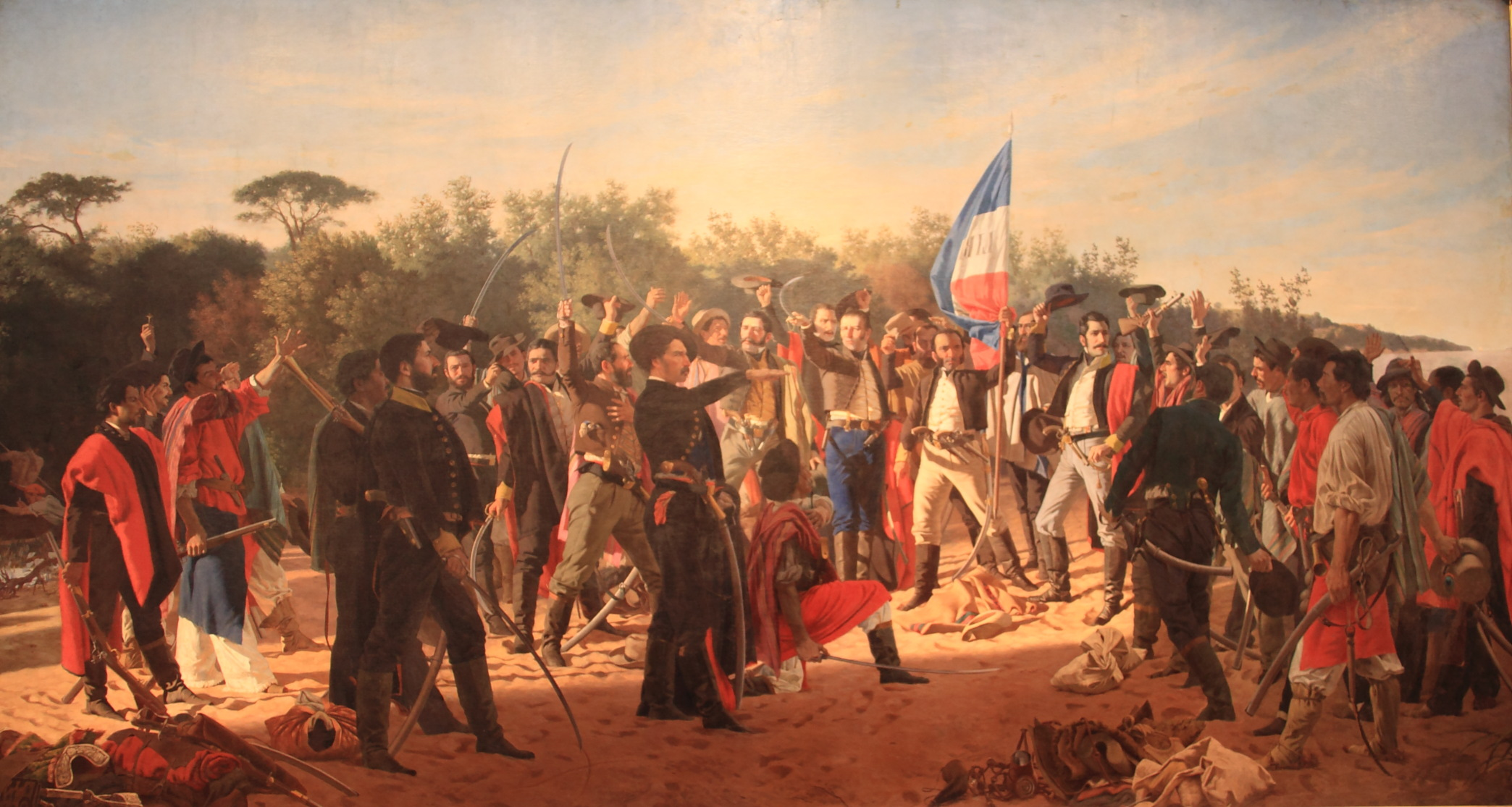
Jurament dels Trenta-tres Orientals a la República Uruguaiana

Els rebels liderats per Fructuoso Rivera i Juan Antonio Lavalleja van aixecar-se contra el domini brasiler. El 25 d'agost de 1825, una assemblea de delegats d'arreu de la Banda Oriental es va reunir a Florida i va declarar la seva independència del Brasil i la lleialtat a les Províncies Unides del Río de la Plata. El 25 d'octubre, el Congrés de les Províncies Unides va declarar l'annexió de la Banda Oriental. En resposta, el Brasil va declarar la guerra a les Províncies Unides el 10 de desembre.
Les dues armades que s'enfrontaven al riu de la Plata i a l'Atlàntic Sud eren, en molts sentits, oposades. La Marina del Brasil era una potència naval important, amb 96 vaixells de guerra, grans i petits, un extens comerç costaner i un comerç internacional desenvolupat, principalment dirigit a Anglaterra, França i els Estats Units. Les Províncies Unides tenien llaços comercials similars, però la seva armada estava formada només per mitja dotzena de vaixells de guerra i unes quantes canoneres per a la defensa portuària. Ambdues marines depenien d'oficials estrangers a sou. Els més notables eren, per les Províncies Unides, l'irlandès William Brown; i pel bàndol brasiler, l'anglès James Norton.
L'imperi brasiler va imposar immediatament un bloqueig al riu de la Plata i van embargar el comerç amb Buenos Aires a partir del 31 de desembre. L'esquadró de Brown intentava desafiar el domini brasiler a l'estuari, mentre un eixam de corsaris atacaven el comerç marítim imperial a l'oceà, sortint des de les bases d'Ensenada i Carmen de Patagones. Els argentins van obtenir alguns èxits notables, sobretot en derrotar la flotilla brasilera al riu Uruguai, en la batalla de Juncal, i després de superar un atac brasiler a Patagones. El 1828, després de la derrota argentina a la batalla de Monte Santiago, el Brasil va fer valer la superioritat numèrica a la Plata, aturant amb èxit el comerç de Buenos Aires i eixugant els ingressos que generava.

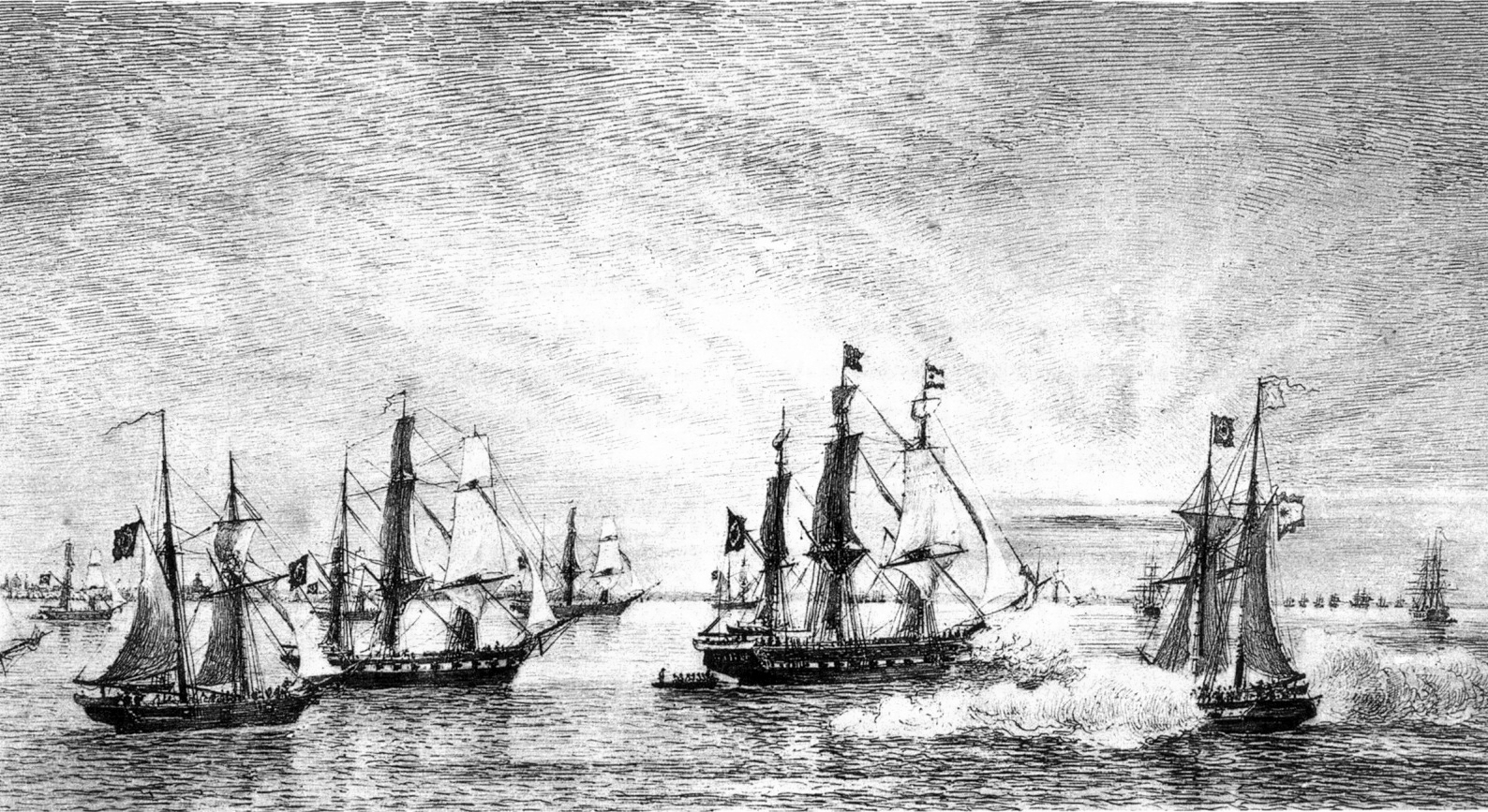
Flota brasilera bloquejant Buenos Aires el 1828. Litografia per Gaston Roullet.

A terra, l'exèrcit argentí va creuar inicialment el riu de la Plata i va establir el seu quarter general prop de la ciutat de Durazno. El general Carlos María de Alvear va envair el territori brasiler i van succeir-se una sèrie d'escaramusses. Pere I del Brasil va planejar una contraofensiva a finals de 1826 i va aconseguir reunir un petit exèrcit format principalment per voluntaris del sud del Brasil i mercenaris europeus. L'esforç de reclutament, però, es va veure obstaculitzat per les rebel·lions locals que van esclatar al país durant els primers anys d'independència. L'Emperador, que inclús va visitar el teatre d'operacions a finals de 1826, va desentendre's del conflicte arran de la creixent tensió política al nord-est del país i les morts del pare, Joan VI de Portugal, i l'esposa, l'arxiduquesa Leopoldina. Va deixar les tropes a càrrec de Felisberto Caldeira Brant, marquès de Barbacena, qui va aconseguir fer retrocedir els argentins. La contraofensiva brasilera va ser frenada a la batalla d'Ituzaingó.
Ituzaingó va ser l'única batalla terrestre de certa magnitud en tota la guerra. Es van produir una sèrie d'enfrontaments menors, com ara la batalla de Sarandí i les citades batalles navals de Juncal i Monte Santiago. L'escassetat de voluntaris va obstaculitzar greument la resposta brasilera, i el 1828 l'esforç de guerra s'havia fet extremadament pesat i cada cop més impopular al Brasil. Aquell any, Rivera va reconquerir el territori de les antigues Missions Jesuïtes Orientals.

## Conseqüències
La manca d'homes va impedir al Brasil realitzar una ofensiva terrestre a gran escala contra les forces argentines. Per la seva part, les forces terrestres argentines i uruguaianes s'havien demostrat incapaces d'assetejar les principals ciutats de l'Uruguai i el Brasil. Les greus conseqüències econòmiques imposades pel bloqueig brasiler de Buenos Aires i la pressió pública creixent al Brasil va motivar l'interès d'ambdues parts per trobar-ne una solució pacífica.
El Regne Unit havia estat damnificat per la reducció del comerç, i va pressionar les dues parts bel·ligerants perquè iniciessin aviat la negociació de la pau. Sota la mediació britànica i francesa, les Províncies Unides del Riu de la Plata i l'Imperi del Brasil van signar el Tractat de Montevideo de 1828, que reconeixia la independència de la Cisplatina sota el nom de República Oriental de l'Uruguai.
El tractat també va atorgar al Brasil la sobirania sobre la secció oriental de les antigues missions jesuïtes orientals i, el més important, va garantir la lliure navegació del Riu de la Plata, una qüestió central de seguretat nacional per als brasilers. Internament, la pèrdua de Cisplatina va augmentar el descontentament amb l'emperador Pere I. Tot i que no era el motiu principal, va ser un factor que va portar a la seva abdicació el 1831.

## Llegat
Encara que no es tractès d'una guerra d'independència, ja que cap dels bel·ligerants va lluitar per establir-se com a nació independent, té un reconeixement equivalent a l'Uruguai. Els Trenta-tres Orientals són reconeguts com a herois nacionals, que van alliberar l'Uruguai del domini brasiler. El desembarcament dels Trenta-Tres Orientals també es coneix com la Cruzada Libertadora.
La guerra té una acollida semblant a l'Argentina, considerada com una lluita valenta contra un enemic de forces superiors. L'Armada Argentina ha batejat moltes naus amb el nom de persones, esdeveniments i vaixells implicats en la guerra. Brown és considerat el pare de la marina argentina. També és conegut com el " Nelson del Río de la Plata".
El Brasil ha tingut poc interès en la guerra més enllà dels aficionats a les batalles navals. Els herois nacionals del forjats a l'Imperi provenen de la guerra contra Portugal, el conflicte amb l'Argentina de Rosas o la Guerra de la triple Aliança.
Malgrat el paper de Gran Bretanya i la presència d'oficials navals britànics a banda i banda del conflicte, la guerra és en gran part desconeguda al món de parla anglesa.